# Національний ботанічний сад Ботсвани
Національний ботанічний сад (англ. National Botanical Garden) — ботанічний сад у східній частині міста Габороне, столиці Ботсвани. Розташований уздовж річки Нотване за 3 кілометра на південний схід від центру міста. 
Національний ботанічний сад відкрився 2 листопада 2007 року з метою охорони природної спадщини Ботсвани.  Сад управляється відділом природознавства Національного музею Ботсвани. Це перший ботанічний сад у Ботсвані, де ростуть корінні рослини з усієї Ботсвани.
Ботанічний сад є членом Міжнародної ради ботанічних садів з охорони рослин (BGCI) і має міжнародний код GABOR.
Відкритий по буднях (понеділок-п'ятниця): 8:00-12:30 та 14:00-16:00

## Рослинність
Близько 98% саду покрито природною рослинністю, яка складається з деревних рослин і декількох видів чагарників; тільки 2% рослинності було завезено з різних частин країни. Природні скельні оголення, знайдені в саду, утворюють оселище для Combretum molle, Elephantorrhiza burkei, Ficus abutilifolia, Ficus ingens і Pappea capensis. Інші місцеві деревні рослини, що зустрічаються в інших місцях саду, включають Acacia tortilis, Boscia foetida, Boscia albitrunca, Dichrostachys cineria, Diospyros lycioides і різні види Grewia.

## Частини саду
Національний ботанічний сад Ботсвани розділений на наступні шість ділянок, які охоплюють різні типи рослинності та регіони країни:
- Перша ділянка: рослинність колишнього округу Чобе (нині півничний схід Північно-Західного округу)
- Друга ділянка: рослинність солончаків та дельти Окаванґо
- Третя ділянка: ліс мопане
- Четверта ділянка: рослинність північно-східної частини округу Кгалагаді
- П'ята ділянка: рослинність крайнього сходу країни
- Шоста ділянка: рослинність південно-західної частини округу Кгалагаді

### Перша ділянка
Планується, що тут будуть представлені рослини з колишнього округу Чобе, який знаходиться в північно-східній частині країни. Поки що тільки кілька рослин Чобе були висаджені. На жаль, деякі з цих рослин не збереглися через нові кліматичні умови. Інші рослини ділянки — Adansonia digitata, Afzelia quanzensis, Azanza garckeana, Kigelia africana, Lonchocarpus nelsii і Trichilia emetica.

### Друга ділянка
Складається з рослин, зібраних на солончаках та в дельті Окаванґо. Дельта Окаванґо знаходиться в північній частині Ботсвани, де також зустрічається більшість солончаків та солоних озер; є також солончаки в західній частині країни. На цій ділянці висаджені такі види, як Gardenia volkensii, Hyphaene benguellensis, Lonchocarpus nelsii і Trichilia emetica.

### Третя ділянка
На території цієї ділянки ростуть лісові рослини мопане, які добре зарекомендували себе в саду. Інші рослини, представлені на ділянці, є різними видами алое. Висаджені тут рослини були зібрані в центральній, східній і північно-східній частинах країни, у тому числі: Acacia nigrescens, Aloe littoralis, Colophospermum mopane, Euphorbia ingens, Склерокарія та Spirostachys africana.

### Четверта ділянка
Представлені рослини, зібрані на північному сході округу Кгалагаді. Кілька видів рослин були висаджені, але не всі з них пережили нові умови. Серед рослин, які вижили в новому середовищі, — Aloe marlothii, Euclea lancea, Olea europaea, Rhus lancea і Rhus leptodictya. На додаток до завезених видів, у цій частині саду природним чином ростуть Acacia tortilis, Boscia foetida, Dombeya rotundifolia, Ximenia caffra і Ziziphus mucronata.

### П'ята ділянка
Представлені рослини, зібрані на крайньому сході країни. На цій ділянці вирощено всього кілька видів, у тому числі Aloe marlothii, Commiphora africana, Euclea lancea, Euphorbia cooperi, Kirkia acuminata, Olea europaea, Rhus lancea, Rhus leptodictya і Sesamothamnus lugardii.

### Шоста ділянка
Представляє рослинність західної частини регіону Кгалагаді, у тому числі види Boscia albitrunca, Grewia flava, Grewia retinervis і Rhigozum trichotomum.

## Галерея

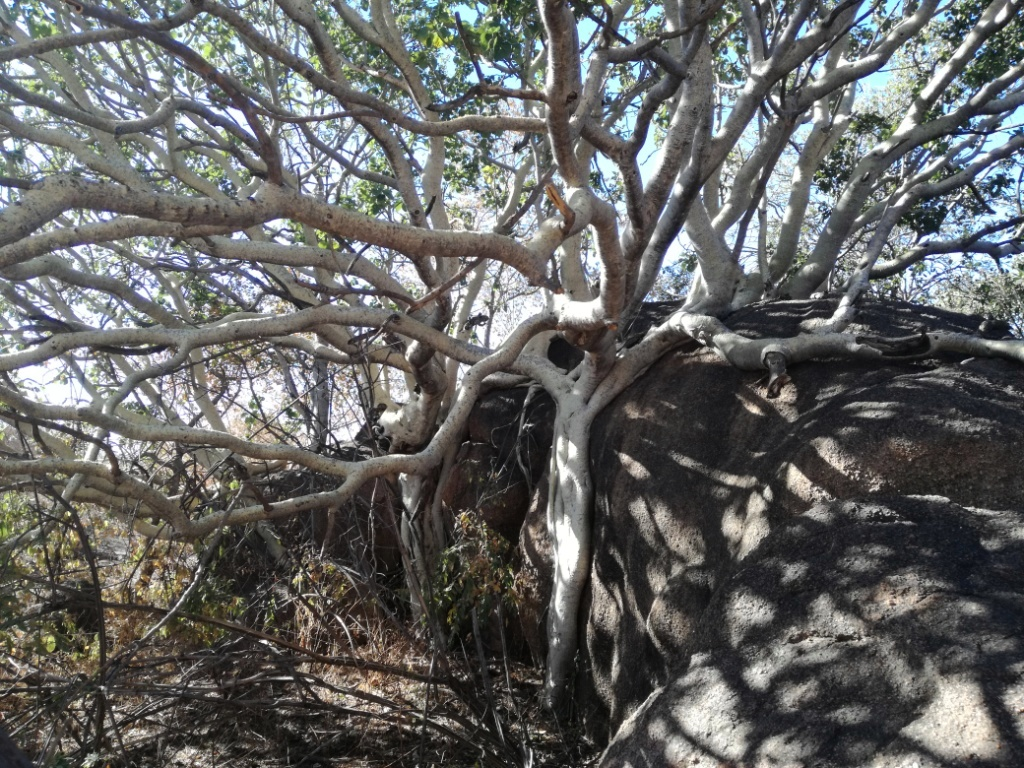
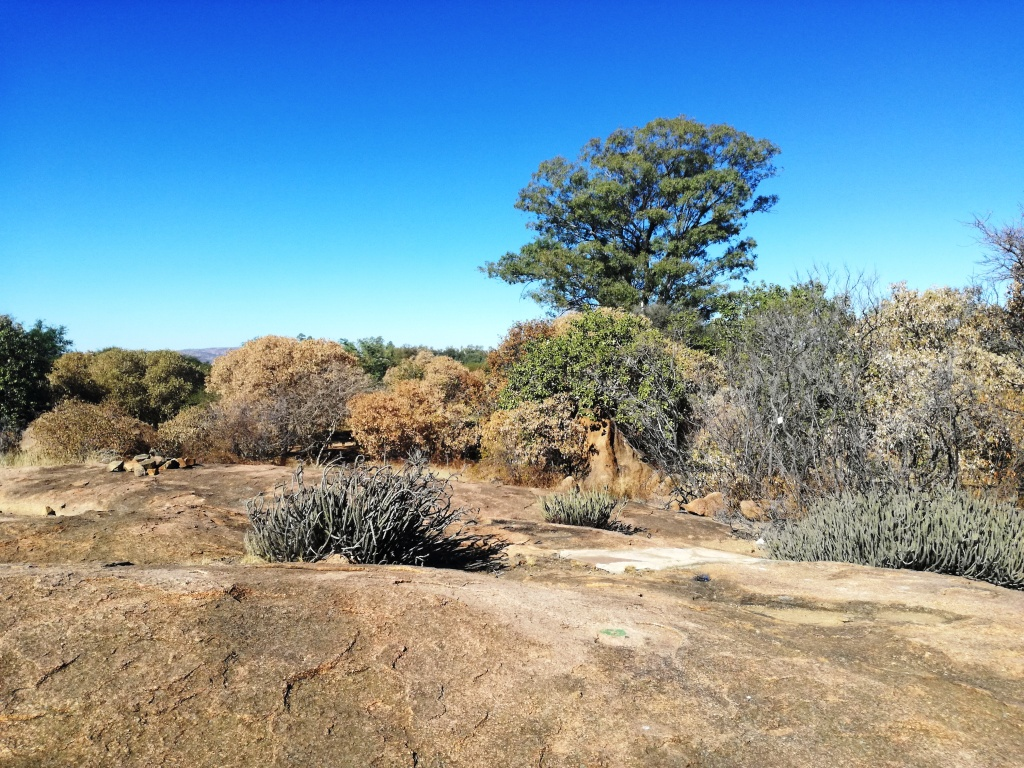
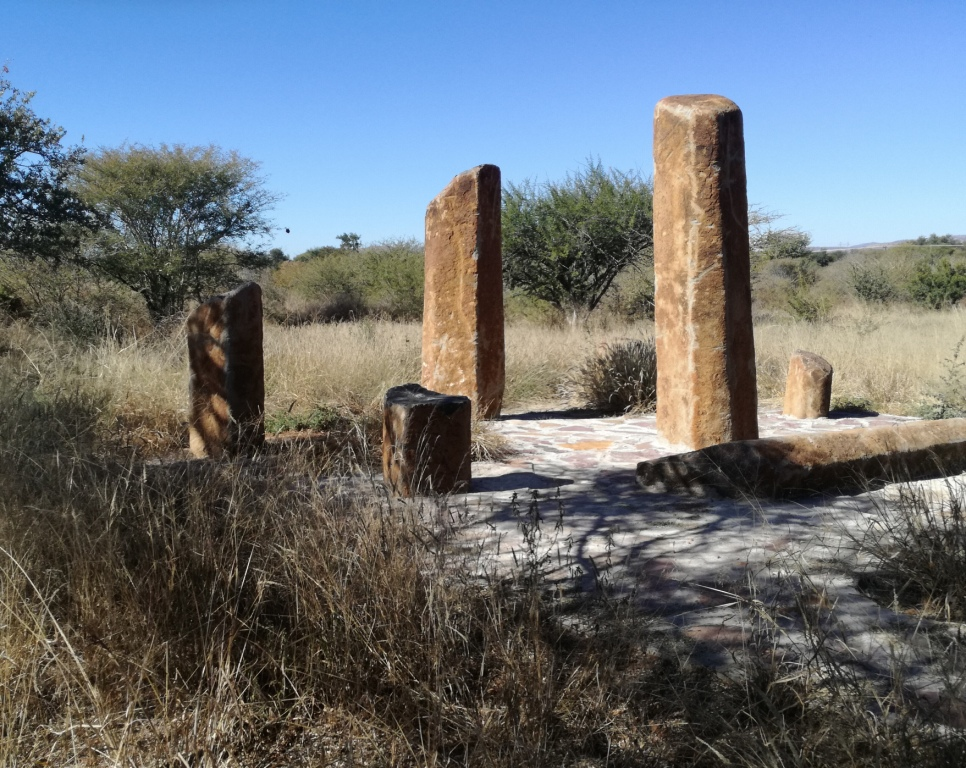
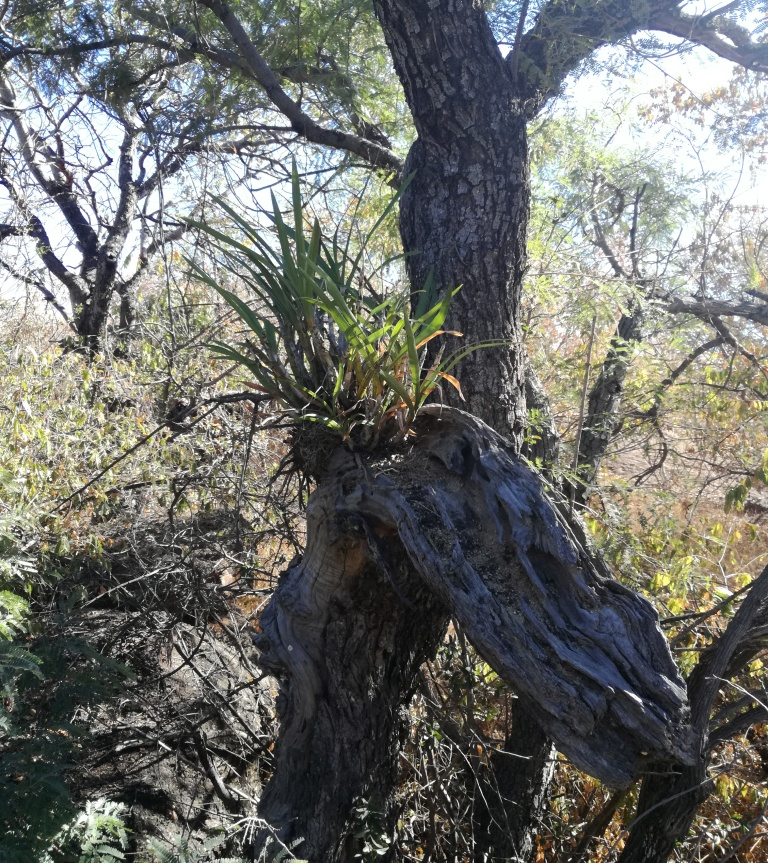
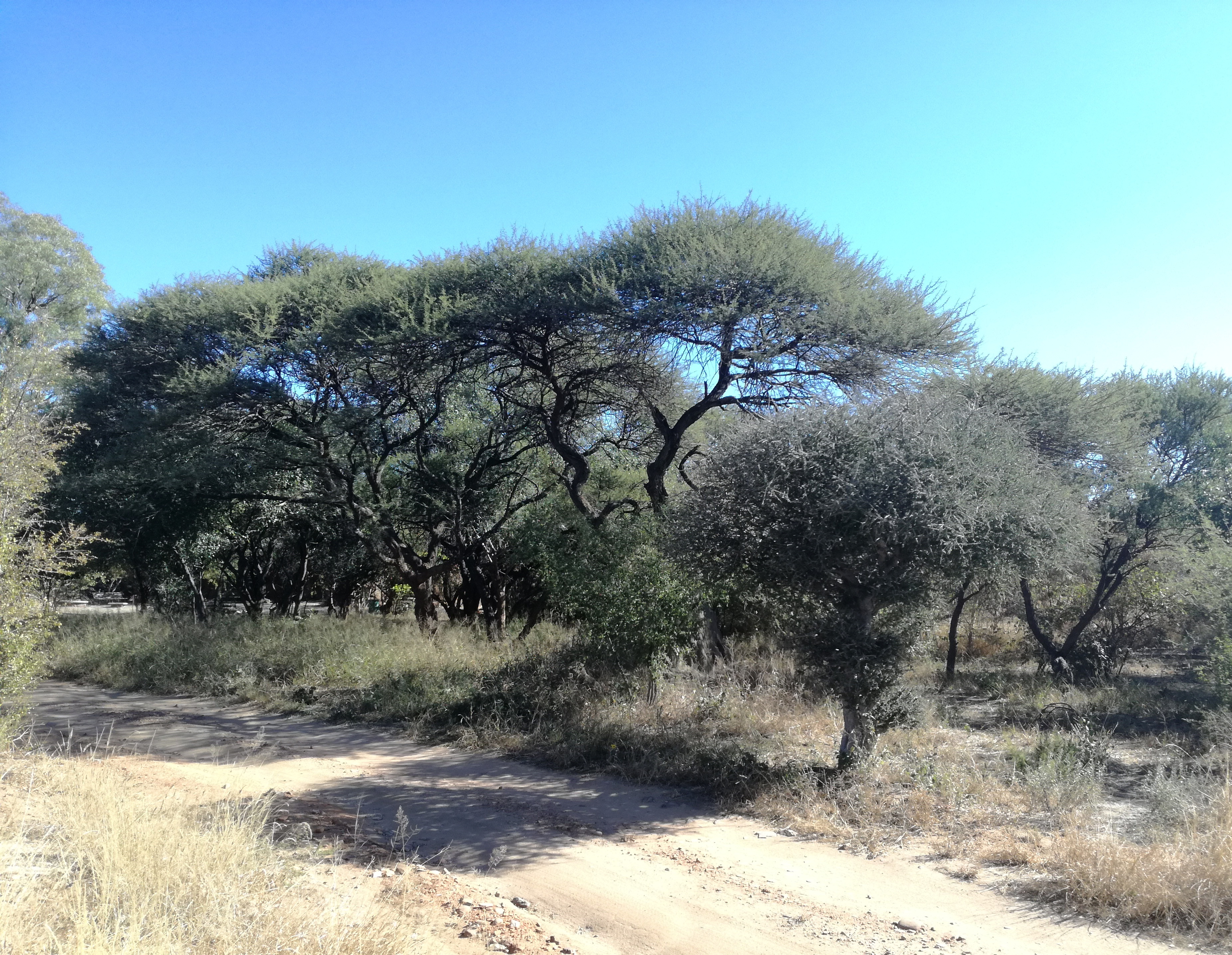
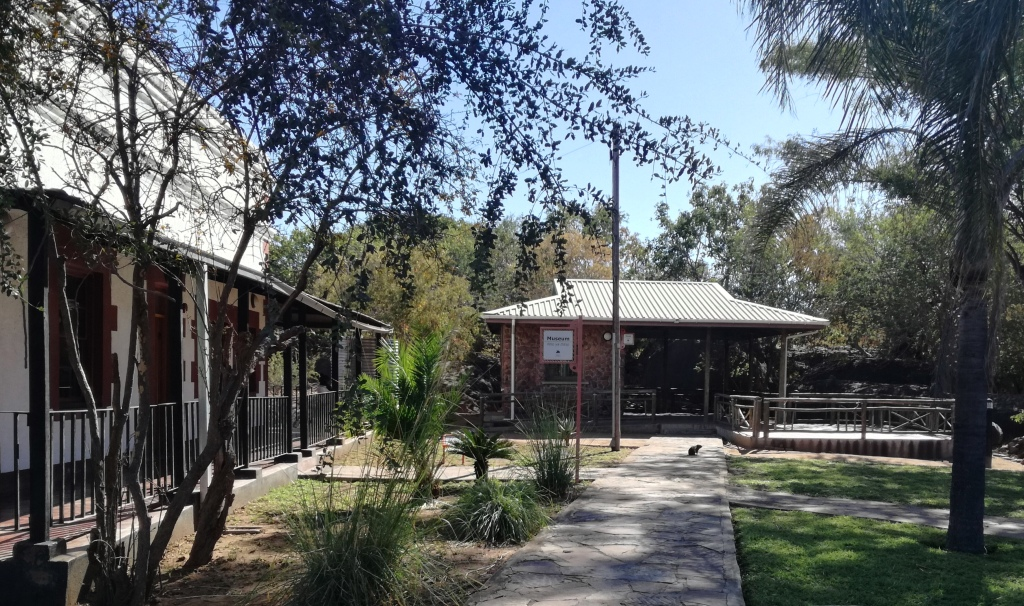
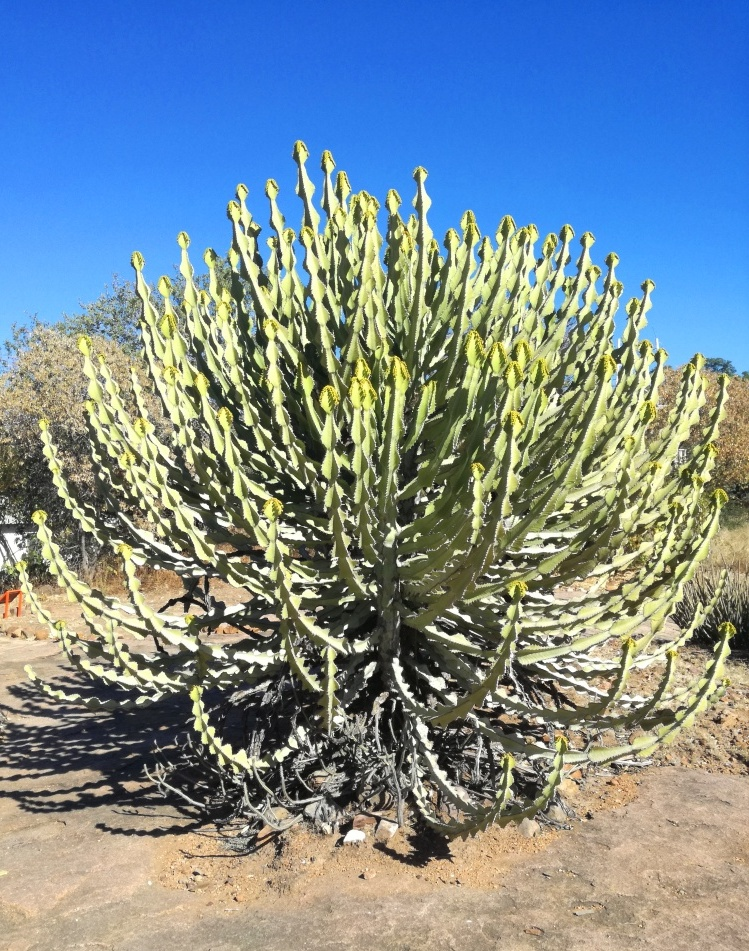
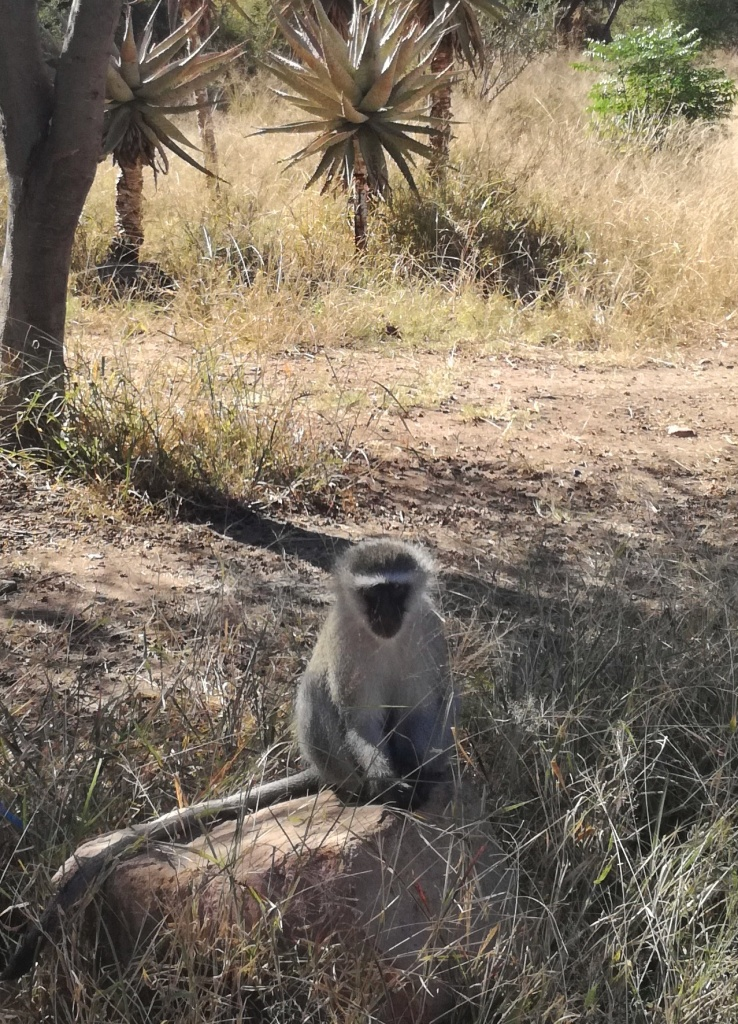